# Stagnogley
Beim Stagnogley, volkstümlich auch Molkenboden, Molkenpodsol oder Missenboden, handelt es sich um einen mit dem Pseudogley verwandten Stauwasserboden mit stark gebleichtem Oberboden. Der nährstoffarme, oft stark versauerte Boden ist luftarm und eignet sich auf Grund von geringer Wuchsleistung der angebauten Früchte nicht für eine landwirtschaftliche Nutzung. Als flachgründiger, im Unterboden mäßig steinreicher Boden wird er vorwiegend als Waldstandort genutzt. Wegen dieser Flachgründigkeit sind derartige Standorte nur für Baumarten geeignet, die mit diesen Bedingungen gut zurechtkommen, wie etwa die Stiel-Eiche.

## Entwicklung
Der Boden, dessen Oberboden durch anhaltende Vernässung gebleicht wird, entsteht bevorzugt auf sandreichem Material über dichtem, sandig-lehmigem bis schluffig-tonigem Untergrund, auch Sandkerf genannt, in kühlen, feuchten Klimazonen. Durch häufig ganzjährige Vernässung bei niedrigen Temperaturen werden beispielsweise Eisen und Magnesium gelöst und im sandigen Oberboden nach den Seiten verlagert. Bei ganzjähriger Wassersättigung ist eine Umwandlung in Moorstagnogley und letztlich in Moor möglich.
In der internationalen Bodenklassifikation World Reference Base for Soil Resources (WRB) gehören die Stagnogleye mit abrupter Tongehaltszunahme zu den Planosolen, die ohne eine solche abrupte Zunahme zu den Stagnosolen.

## Verbreitung
Im perhumiden Klima, auch auf stärkeren Hangneigungen vorkommend, findet man Stagnogleye in den mitteleuropäischen Mittelgebirgen Schwarzwald, Erzgebirge und Eifel an vernässten Stellen. Durch den Schwermetallaustrag liegen Vergesellschaftungen mit Oxigleyen vor.